# Réaction de Menshutkin
La réaction de Menshutkin est, en chimie organique, une réaction produisant un sel d'ammonium quaternaire à partir d'une amine tertiaire et d'un halogénoalcane.
La réaction tient son nom du chimiste russe Nikolaï Menchoutkine, qui l'a décrite en 1890,. En fonction des retranscriptions, son nom peut être écrit Menšutkin, Menshutkin ou Menschutkin.
La réaction entre une amine et un halogénure est difficile à contrôler, ce qui rend les voies alternatives (comme l'amination réductrice) plus intéressantes. Cependant, lorsque l'objectif final est d'obtenir un sel d'ammonium quaternaire, la réaction devient une option intéressante. En effet, les rendements sont bons, la réaction se fait assez facilement et les quatre chaînes n'ont pas à être identiques.
La réaction est accélérée avec l'utilisation de solvant aprotique polaire et à hautes températures. Le groupe partant facilite la réaction dans l'ordre suivant : Chlore < Brome < Iode.
Certains catalyseurs de transfert de phase peuvent être préparés par la réaction de Menshutkin, comme le chlorure de triéthylbenzylammonium (TEBA) à partir de la triéthylamine et du chlorure de benzyle:

## Sources
- (en) Cet article est partiellement ou en totalité issu de l’article de Wikipédia en anglais intitulé « Menshutkin reaction » (voir la liste des auteurs).